# Syrrhoe affinis
Syrrhoe affinis is een vlokreeftensoort uit de familie van de Synopiidae. De wetenschappelijke naam van de soort is voor het eerst geldig gepubliceerd in 1908 door Chevreux.